# Баґениці-Малі (Вармінсько-Мазурське воєводство)
Баґениці-Малі (пол. Bagienice Małe, нім. Klein Bagnowen; 1938-45: Bruchwalde) — село в Польщі, у гміні Мронгово Мронґовського повіту Вармінсько-Мазурського воєводства.
Населення — 212 осіб (2011).

## Демографія
Демографічна структура станом на 31 березня 2011 року:
|          | Загалом | Допрацездатний вік | Працездатний вік | Постпрацездатний вік |
| -------- | ------- | ------------------ | ---------------- | -------------------- |
| Чоловіки | 92      | 20                 | 65               | 7                    |
| Жінки    | 120     | 31                 | 70               | 19                   |
| Разом    | 212     | 51                 | 135              | 26                   |